# Chillai Kalan
Chillai Kalan là tên địa phương được đặt cho những đợt lạnh dữ dội ở Kashmir và vùng Ladakh. Đây là phần lạnh nhất của mùa đông bắt đầu từ ngày 21 tháng 12 và duy trì trong 40 ngày.

## Ảnh hưởng
Chillai Kalan ảnh hưởng đến cuộc sống ngày nay của những người Kashmir. Các đường ống dẫn nước máy bị đóng băng một phần trong giai đoạn này. Hồ Dal nổi tiếng thế giới cũng bị đóng băng. Khu du lịch nổi tiếng Gulmarg đón tuyết dày, thu hút những người trượt tuyết từ mọi nơi trên thế giới.